# Colatina Sociedade Esportiva
Il Colatina Sociedade Esportiva, noto anche semplicemente come Colatina SE, è una società calcistica brasiliana con sede nella città di Colatina, nello stato dell'Espírito Santo.

## Storia
Il club è stato fondato il 18 dicembre 2009. Ha terminato al terzo posto nel Campeonato Capixaba Série B nel 2010, ma tuttavia venne promosso nel Campionato Capixaba 2011 dopo che il finalista Estrela do Norte fu punito.

## Palmarès

### Competizioni statali
- Campeonato Capixaba Série B: 1

2013